# Pontificio consiglio "Cor Unum"
Il Pontificio consiglio "Cor Unum" (in latino Pontificium consilium "Cor Unum") è stato un dicastero della Curia romana, istituito da papa Paolo VI nel 1971 per esprimere la sollecitudine della Chiesa cattolica verso i bisognosi, perché sia favorita la fratellanza umana e si manifesti la carità di Cristo.

## Storia
Il pontificio consiglio "Cor Unum" trova le sue radici nel concilio Vaticano II e nell'auspicio dei padri conciliari, espresso nella Gaudium et spes, che la sollecitudine e gli aiuti verso i bisognosi, «senza essere organizzate in una maniera troppo rigida e uniforme, devono farsi secondo un piano diocesano, nazionale e mondiale»
Il pontificio consiglio venne istituito da papa Paolo VI con la lettera apostolica Amoris officio del 15 luglio 1971. Con la costituzione apostolica Pastor Bonus del 28 giugno 1988 papa Giovanni Paolo II ne ridefinì le competenze. In forza del chirografo Durante l'Ultima Cena del 16 settembre 2004, lo stesso pontefice affidò al Pontificio consiglio "Cor Unum" il compito di seguire ed accompagnare l'attività di Caritas internationalis, sia in ambito internazionale che nei suoi raggruppamenti regionali.
Allo stesso dicastero, Giovanni Paolo II affidò la direzione della "Fondazione Giovanni Paolo II per il Sahel", istituita nel 1984 per la lotta contro la siccità e la desertificazione, e la "Fondazione Populorum Progressio", istituita nel 1992 al servizio delle popolazioni indigene, meticce, afroamericane e contadine povere dell'America Latina e del Caribe.
Con la lettera apostolica Intima Ecclesiae natura dell'11 novembre 2012, papa Benedetto XVI affidò al pontificio consiglio "Cor Unum" il compito di vigilare sull'attuazione della nuova normativa introdotta dal pontefice circa gli organismi cattolici di natura caritativa, e la competenza sull'erezione canonica degli organismi caritativi a livello internazionale.
Con il motu proprio Humanam progressionem del 17 agosto 2016 papa Francesco ne ha disposto la soppressione a partire dal 1º gennaio 2017. Le sue funzioni sono ora esercitate dal nuovo Dicastero per il servizio dello sviluppo umano integrale.

## Competenze e struttura
Secondo la Pastor Bonus scopo primario del Pontificio consiglio "Cor Unum" era di esprimere la «sollecitudine della Chiesa cattolica verso i bisognosi, perché sia favorita la fratellanza umana e si manifesti la carità di Cristo».
La stessa costituzione apostolica così esplicitava i compiti di questo pontificio consiglio:
Compito del Consiglio è quello di:
1. stimolare i fedeli a dare testimonianza di carità evangelica, in quanto sono partecipi della stessa missione della Chiesa, e di sostenerli in questo loro impegno;
2. favorire e coordinare le iniziative delle istituzioni cattoliche che attendono ad aiutare i popoli che sono nell'indigenza, specialmente quelle che prestano soccorso alle loro più urgenti necessità e calamità, e di facilitare i rapporti tra queste istituzioni cattoliche con gli organismi pubblici internazionali, che operano nel medesimo campo dell'assistenza e del progresso;
3. seguire attentamente e promuovere i progetti e le opere di solidale premura e di fraterno aiuto finalizzati al progresso umano.
Articolo 147: Presidente di questo Consiglio è lo stesso del Pontificio Consiglio della giustizia e della pace, il quale procurerà che l'attività dell'uno e dell'altro dicastero proceda in stretto collegamento.
Articolo 148: Tra i membri del Consiglio vengono cooptati anche uomini e donne in rappresentanza delle istituzioni cattoliche di beneficenza, al fine di una più efficace attuazione degli obiettivi del Consiglio.»
(Pastor Bonus, art. 146-148.)
La direzione del Pontificio consiglio "Cor Unum" era affidata ad un presidente, coadiuvato da un segretario e da un sottosegretario, tutti di nomina pontificia e della durata di cinque anni. Il Pontificio consiglio era costituito da circa una quarantina di persone, comprensive di membri a titolo effettivo e di consultori.

## Cronotassi

### Presidenti
- Cardinale Jean-Marie Villot † (15 luglio 1971 - 4 settembre 1978 dimesso)
- Cardinale Bernardin Gantin † (7 novembre 1977 - 8 aprile 1984 dimesso)
- Cardinale Roger Etchegaray † (8 aprile 1984 - 2 dicembre 1995 dimesso)
- Cardinale Paul Josef Cordes † (2 dicembre 1995 - 7 ottobre 2010 ritirato)
- Cardinale Robert Sarah (7 ottobre 2010 - 23 novembre 2014 nominato prefetto della Congregazione per il culto divino e la disciplina dei sacramenti)

### Vicepresidenti
- Vescovo Ramón Torrella Cascante † (22 luglio 1971 - 20 dicembre 1975 nominato vicepresidente del Segretariato per la promozione dell'unità dei cristiani)
- Cardinale Bernardin Gantin † (5 gennaio 1976 - 7 novembre 1977 nominato pro-presidente del medesimo dicastero)
- Arcivescovo Alfredo Bruniera † (6 novembre 1978 - 10 dicembre 1981 ritirato)
- Vescovo Alois Wagner † (12 ottobre 1981 - 1º ottobre 1992 nominato osservatore permanente della Santa Sede presso l'Organizzazione delle Nazioni Unite per l'alimentazione e l'agricoltura)

### Segretari
- Presbitero Henri de Riedmatten, O.P. (1971 - 1979 dimesso)
- Presbitero Roger du Noyer, M.E.P. (1979 - 1988 dimesso)
- Presbitero Iván Antonio Marín López (1992 - 19 aprile 1997 nominato arcivescovo di Popayán)
- Monsignore Karel Kasteel (28 marzo 1998 - 2 giugno 2009 dimesso)
- Monsignore Giovanni Pietro Dal Toso (22 giugno 2010 - 1º gennaio 2017)

### Sottosegretari
- Presbitero Lajos Kada (1972 - 20 giugno 1975 nominato nunzio apostolico in Costa Rica)
- Presbitero Roger du Noyer, M.E.P. (1975 - 1979 nominato segretario del medesimo dicastero)
- Presbitero Henri Forest, S.I. (1979 - 1987 dimesso)
- Presbitero Iván Antonio Marín López (1987 - 1992 nominato segretario del medesimo dicastero)
- Monsignore Karel Kasteel (1992 - 28 marzo 1998 nominato segretario del medesimo dicastero)
- Monsignore Francisco Azcona San Martín (1998 - 2003 dimesso)
- Monsignore Giovanni Pietro Dal Toso (21 giugno 2004 - 22 giugno 2010 nominato segretario del medesimo dicastero)
- Monsignore Segundo Tejado Muñoz (5 gennaio 2012 -  1º gennaio 2017)